# Починок-Троицкий
Починок-Троицкий — деревня в Расловском сельском поселении Судиславского района Костромской области России.

## История
До муниципальной реформы 2010 года деревня входила в состав Грудкинского сельского поселения Судиславского района.

## Население
| 2008 | 2010 | 2014 |
| ---- | ---- | ---- |
| 0    | ↗4   | ↘0   |